# Peter Schaub
Peter Schaub (* 31. Mai 1897 in Neunkirchen; † 20. März 1945) war ein deutscher Politiker (NSDAP).

## Leben und Wirken
Schaub war der Sohn eines Hüttenarbeiters. Nach dem Besuch der Volksschule wurde er von 1912 bis 1914 auf der Vorschule in Weilburg zum Unteroffizier ausgebildet. Von 1914 bis Ende 1918 nahm er am Ersten Weltkrieg teil, zuletzt als Kampfflieger an der Westfront. Er wurde mehrfach verwundet und mit dem Eisernen Kreuz beider Klassen, dem Verwundetenabzeichen in Schwarz und dem Frontfliegerabzeichen in Silber ausgezeichnet. Nach dem Friedensvertrag von Versailles wurde er im März 1920 als Feldwebel der Reserve aus der Armee entlassen.
Vom 1. Oktober 1920 bis zum 1. Februar 1933 arbeitete Schaub als Zollsekretär bei der Zollverwaltung des Saargebietes. Er wurde 1932 Mitglied der NSDAP und arbeitete für die Partei als Block- und Zellenwart. Ab Juni 1933 war er Ortsgruppenleiter in Saarbrücken-St. Johann-Süd, Kreispropagandaleiter sowie ab 1934 Landesgeschäftsführer und Kreisleiter bei der Deutschen Front in Saarbrücken. Zudem betätigte er sich als Funktionär bei der NS-Arbeitsgemeinschaft der Beamten im Saargebiet. Im Februar 1933 wurde er nach eigenen Angaben aufgrund seiner Tätigkeit in der NSDAP aus dem Dienst entfernt, konnte jedoch 1935 nach der Wiedereingliederung des Saargebietes ins Deutsche Reich, zum Zollinspektor befördert, seinen Dienst wieder aufnehmen. 
Am 1. März 1935 trat Schaub gemäß Paragraph 2 des Gesetzes über die Vertretung des Saarlandes im Reichstag vom 30. Januar 1935 in den nationalsozialistischen Reichstag ein, dem er bis zum März 1936 angehörte. Zwar kandidierte er erneut bei der Reichstagswahl am 29. März 1936 als Amtsbürgermeister in Quierschied, erhielt aber kein Mandat mehr. Von März bis Dezember 1935 war er Kreisleiter der Partei in Saarlouis, leitete danach die Hauptstelle "Soziale Einrichtung" im Gauamt für Beamte des Gaus Saarpfalz und von Februar 1941 bis zu seinem Tod das Amt für Beamte des Kreises Saarbrücken-Land.